# Alyson Reed
Alyson Reed (nascida em 11 de janeiro de 1958) é uma dançarina e atriz norte-americana.
Alyson Reed cresceu em Anaheim e estudou em Anaheim High School, onde terminou a graduação em 1976. Ela ficou conhecida como Sra. Darbus no grande musical do Disney Channel High School Musical, na sequência High School Musical 2 e na outra sequência de HSM, High School Musical 3: Senior Year.Também vai estrelar a nova série Disney Channel Madison High que já teve seu episódio piloto transmitido pelo Disney Channel a série é inspirada no Filme High School Musical.

## Filmografia

### Séries
- 2005 - Zoey 101
- 2004 - Boston Legal
- 2002 - CSI: Miami
- 2002 - Monk
- 2001 - CSI
- 1994 - Chicago Hope
- 1993 - The X-Files
- 1993 - NYPD Blue
- 1986 - L.A. Law

### Filmes
- 2006 - High School Musical
- 2007 - High School Musical 2
- 2008 - High School Musical 3: Senior Year